# Alchemilla benasquensis
Alchemilla benasquensis é uma espécie de rosácea do gênero Alchemilla, pertencente à família Rosaceae.